# Laura Mylotte
Laura Mylotte (* 5. August 1975 in Birmingham) ist eine ehemalige irische Squashspielerin.

## Karriere
Laura Mylotte spielte von 2004 bis 2008 auf der WSA World Tour und gewann auf dieser einen Titel bei insgesamt zwei Finalteilnahmen. Ihre beste Platzierung in der Weltrangliste erreichte sie mit Rang 43 im November 2007. Mit der irischen Nationalmannschaft nahm sie 1998, 2002, 2004, 2006, 2008, 2010, 2012 und 2014 an der Weltmeisterschaft teil. Außerdem stand sie mehrfach im irischen Kader bei Europameisterschaften, ihr Debüt gab sie dabei 1994. 2012 und 2013 wurde sie mit der Mannschaft jeweils hinter England Vizeeuropameister. Mylotte stand 2006 das einzige Mal im Hauptfeld der Einzelweltmeisterschaft, wo sie in der ersten Runde ausschied. 2005 und 2016 wurde sie irische Meisterin.

## Erfolge
- Vizeeuropameisterin mit der Mannschaft: 2012, 2013
- Gewonnene WSA-Titel: 1
- Irischer Meister: 2005, 2016